# Anna Okulewicz
Anna Okulewicz (ur. 16 kwietnia 1996 roku) – polska piłkarka, występująca na pozycji bramkarza. 

## Kariera sportowa
Od 2013 roku jest piłkarką Olimpii Szczecin. Na rozegranych w czerwcu 2013 roku Mistrzostwach Europy do lat 17 piłkarka zdobyła wraz z reprezentacją Polski U-17 złote medale. W 2014 roku w niejasnych okolicznościach zakończyła swoją karierę piłkarską.